# René Harris
René Reynaldo Harris (Aiwo, 11 de noviembre de 1947-Ibid., 5 de julio de 2008) fue un político nauruano, presidente de Nauru en 2003 y 2004, y sirvió dos veces en el pasado. 

## Biografía
Fue diputado por el distrito de Aiwo desde 1977. También estuvo implicado en el aparato económico del Nauru, pues contribuyó a la Corporación de Fosfato de Nauru. Harris falleció el 5 de julio de 2008.